# Ω-羟基酸
Ω-羟基酸（英語： 或 Omega hydroxy acid）是羧酸的末端碳原子上的氢被羟基取代的产物，通常碳链长度大于3，常见于植物的角質。